# Krush
Krush war ein britischer House-Act der späten 1980er und frühen 1990er Jahre.

## Bandgeschichte
Krush bestand aus Mark Gamble und Cassius Campbell und wurde von Mark Brydon und Robert Gordon produziert. Die erste Single, House Arrest, entstand zusammen mit der britischen Sängerin Ruth Joy, die auch am Text mitschrieb. House Arrest war einer der ersten großen Hits der britischen Sample/House-Szene, die 1988 ihren Durchbruch erlebte. Trotz des großen Erfolges ließen weitere Singles auf sich warten. Erst 1992 veröffentlichte Krush eine zweite Single mit dem Titel Walking on Sunshine (nicht zu verwechseln mit dem gleichnamigen Katrina-and-the-Waves-Hit). Das Lied wurde zwar zum Club-Hit, erreichte jedoch nur die hinteren Ränge der britischen Single-Charts. Seither sind keine weiteren Veröffentlichungen von Krush bekannt.

## Diskografie (Singles)
- 1985 Krush Groovin’
- 1987 House Arrest (The Beat Is the Law) (feat. Ruth Joy)
- 1992 Walking on Sunshine